# Middlesbrough
Pour les articles homonymes, voir Middlesbrough (homonymie).
Middlesbrough est une ville située en Angleterre près de la mer du Nord, sur la rive sud de la rivière Tees. Elle fait partie du comté cérémonial du Yorkshire du Nord, ainsi que de l'autorité unitaire du comté de Middlesbrough. 
Sa population est de 142 690 habitants.

## Géographie
Middlesbrough est située sur la rive sud du fleuve Tees. Elle est reliée à la rive nord par le pont transbordeur Tees Transporter Bridge.

## Histoire
En 686, une cellule monastique fut consacrée par Saint Cuthbert de Lindisfarne à la demande de Sainte Hilda de Whitby, abbesse de Whitby et en 1119 Robert de Bruce (1er lord d'Annandale), accorda et confirma l'église de St. Hilda de Whitby à Middleburg. Jusqu'à sa fermeture à la dissolution des monastères par Henry VIII en 1537, l'église a été entretenue par 12 moines bénédictins, dont beaucoup sont devenus vicaires ou curés, de divers endroits à Cleveland. L'importance de l'église primitive à Middleburg, plus tard connu sous le nom Middlesbrough Prieuré, est indiquée par le fait que, en 1452, elle possédait quatre autels. 
Après l'époque des anglo-saxons, la région est devenue le foyer de colons vikings. Les noms d'origine Viking (avec le suffixe-by) sont abondants dans la région, par exemple : Ormesby, Stainsby, Maltby étaient autrefois des villages distincts appartenant aux Vikings (villages alors appelés Orm, Steinn, Malti) qui forment maintenant des banlieues de Middlesbrough. Le nom « Mydilsburgh » est la plus ancienne forme du nom enregistré pour Middlesbrough et date de l'époque anglo-saxonne (entre l'an 400 et 1000). Beaucoup de ces villages apparaissent dans le Domesday Book de 1086.
Le capitaine James Cook, navigateur, explorateur et cartographe britannique, est né à Marton, Middlesbrough, et a fait une formation d'apprenti à Whitby dans la marine marchande.
En 1851, la compagnie Bolckow Vaughan édifie un haut fourneau à South Bank (Middlesbrough), près d'Eston, pour consommer le minerai qui vient d'y être découvert. La transformation du minerai en produit fini se déroule sur un seul site. Ce haut fourneau est le premier à être édifié sur la Tees, qui sera par la suite surnommée la « rivière de l'acier ». L'agglomération de Middlesbrough passe de 40 habitants en 1829, à 7 600 habitants en 1851, puis 19 000 en 1861 et atteint 40 000 habitants en 1871, dopée par le formidable développement de l’industrie sidérurgique. Le 2 juin 1884, Sir Joseph Pease inaugure un monument, toujours debout, à la mémoire de John Vaughan (1799-1868) dans l'Exchange Square. Devant une foule de 15 000 personnes, devant laquelle il décrit la ville comme la « plus grande région productrice d'acier au monde », il compare Henry Bolckow (en) et John Vaughan aux fondateurs mythique de Rome, Romulus et Rémus. La statue de bronze, de George Anderson Lawson (en) est caractéristique du courant New Sculpture (en).
Middlesbrough fut longtemps une ville ouvrière dominée par British Steel et Imperial Chemical Industries (ICI) et un bastion travailliste. La désindustrialisation progressive a conduit à un fort ressentiment contre l'Union européenne : en 2016, près des deux tiers des habitants ont voté en faveur du Brexit. Middlesbrough figure aussi parmi les agglomérations où l’abstention est la plus forte. Aux élections générales de 2010, son taux de participation n'a été que de 51 %.

## Santé
- James Cook University Hospital

## Sports
- Middlesbrough Football Club

## Habitants célèbres

### Sport
- Joueurs de Rugby à XV : Rory Underwood, Alan old
- Footballers: Don Revie, Wilf Mannion, Chris Kamara, Brian Clough, Stewart Downing, Jonathan Woodgate, Phil Stamp, Bobby Stuart, Peter Beagrie
- Joueurs de Cricket : Liam Plunkett, Chris Old
- Nageurs : Jack Hatfield, Alyson Jones
- Saut en longueur : Chris Tomlinson
- Kickboxing : Sarah Mohan

### Arts
- Comédiens : Dave Morris, Bob Mortimer, Roy Chubby Brown, Jamie Parker et Kevin Connelly.
- Musiciens : James Arthur, Cyril Smith, Chris Rea, Paul Rodgers, Pete Trewavas, David Coverdale, Micky Moody et Vin Garbutt.
- Acteurs : Wendy Richard, Thelma Barlow, Christopher Quinten, Elizabeth Carling, Rachel Teate et Jerry Desmonde.
- Écrivains : Ernest William Hornung, Graeme Wilson et Richard Milward.
- Arts visuels : Mackenzie Thorpe, Robert Nixon et William Tillyer.

## Jumelages
- Oberhausen (Allemagne) depuis 1974
- Dunkerque (France) depuis le 12 avril 1976
- Masvingo (Zimbabwe) depuis 1990